# História de Blumenau

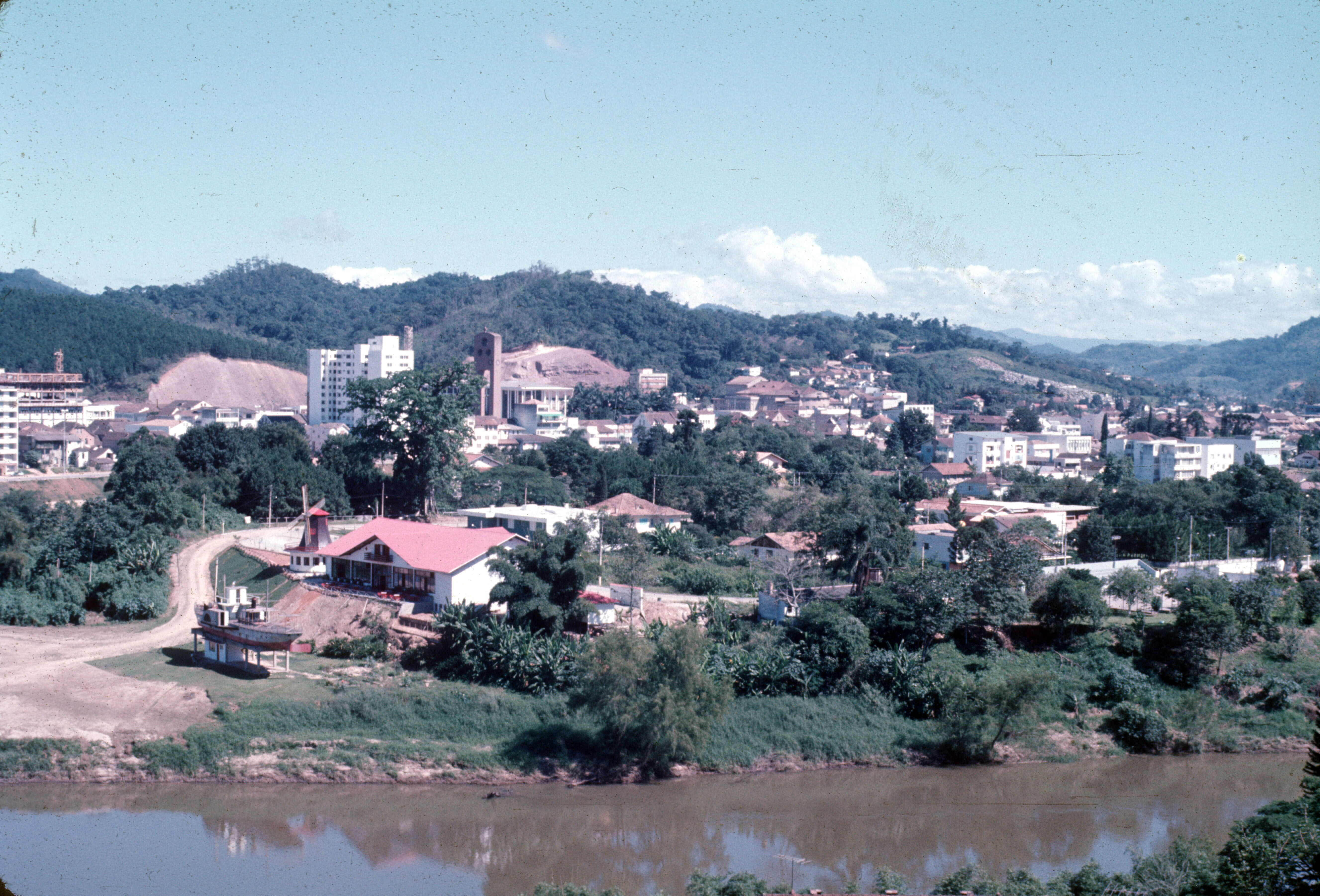
Blumenau na década de 1970

Esta é a história de Blumenau, município do estado de Santa Catarina.

## Antes da fundação
Consta na obra "Pedro Wagner - O Pioneiro" que, quando o Dr. Hermann Blumenau chegou à região para estudar onde implantar a colônia, no local hoje chamado Capim Volta, já morava Johann Peter Wagner, mais conhecido como Pedro Wagner. O Dr. Blumenau fez a partilha das terras, bem como sua organização conjuntamente com Pedro Wagner, que morou até 1845 em São Pedro de Alcântara, a primeira colônia alemã de Santa Catarina, de onde foi, entre 1846 e 1848, para o local hoje chamado "Capim Volta", hoje também conhecido como Ponta Aguda. Há indicações de que já a partir de 1835 a região do baixo Itajaí vinha sendo ocupada por colonos egressos da Colônia São Pedro de Alcântara.

## Colônia São Paulo de Blumenau
A Colônia São Paulo de Blumenau (hoje a cidade de Blumenau) foi estabelecida em princípio de setembro de 1850. É considerada como data de fundação da cidade 2 de setembro de 1850, quando Dr. Blumenau aportou na cidade.

### 1850 a 1852
Segundo a obra "Colonização do Estado de Santa Catarina", a colônia "foi situada sobre o Itajahy-grande, a nove léguas de sua foz, cinco e meia de Brusque e trinta da capital, e acima das colônias "Belga", do engenheiro Wanlede e da Colônia Itajahy, que constituio os arraiaes Belchior e Pocinho."
Nas proximidades da foz do ribeirão da Velha teve início a colônia com 6 colonos em 1850, sendo que os primeiros entrados foram em número de 17 e ficados, 6; em 1851 entraram 8 e ficaram 5; em 1852 entraram 110 e ficaram 72; em 1853 entraram 28 e ficaram 30 e em 1854 entraram 146 e ficaram 133. A diferença dos ficados em 1853 é coberta pelos nascimentos. O total existente em dezembro de 1854 era de 246 colonos, sendo 142 homens e 104 mulheres. Neste último ano nasceram 4 e faleceram 2.

### A fundação
Foi fundador da colônia o súdito alemão Hermann Blumenau que, embora transferindo em 13 de janeiro de 1860 a colônia ao Governo Imperial, continuou na direção da mesma até 2 de fevereiro de 1882, ocasião em que foi comunicado da dispensa de seus serviços, cuja alta relevância é conhecida. No mesmo ano retirou-se para a Alemanha, indo residir no ducado de Braunschweig, onde veio a falecer quase octogenário.
Embora as primeiras entradas de colonos tenham ocorrido em 1850, conforme documentos da época, o fundador da colônia estatuiu posteriormente como data oficial da fundação o dia 28 de agosto de 1852, talvez porque nesta ocasião tenha se efetuado o primeiro e mais sério estabelecimento.

### 1853 a 1873
Segundo um relatório, em 1853 a colônia possuía 15 casas, das quais 14 dos colonos. Entre estes contavam-se "um médico, um professor primário, um jardineiro, um alveitar, um ferreiro, um espingardeiro, um ferreiro (!), um torneiro, um cavouqueiro, dois sapateiros, um canteiro, três marceneiros, um construtor de engenhos e um moleiro." Embora artífices, também eram, como os outros, agricultores.
Dados apontam que nesta data o número de pessoas na colônia se elevava a 600, aproximadamente.
Após vinte anos de sua fundação Blumenau contava com 6000 pessoas, tinha um parque industrial com 92 fábricas diversas, possuía 27 mil cabeças de gado em suas pastagens, era cortada por 30 quilômetros de estradas e caminhos e já conseguia exportar 130 contos anuais.
Neste ano tornou-se Distrito e em 1880 emancipa-se do regime colonial, tornando-se pela Lei nº. 860, de 4 de fevereiro, um novo município. Ao se emancipar o balanço das despesas que dera ao governo subia a 2300 contos - mas contava com 15 mil habitantes e a sua produção era das mais ricas.